# 알렉시스 페트리디스

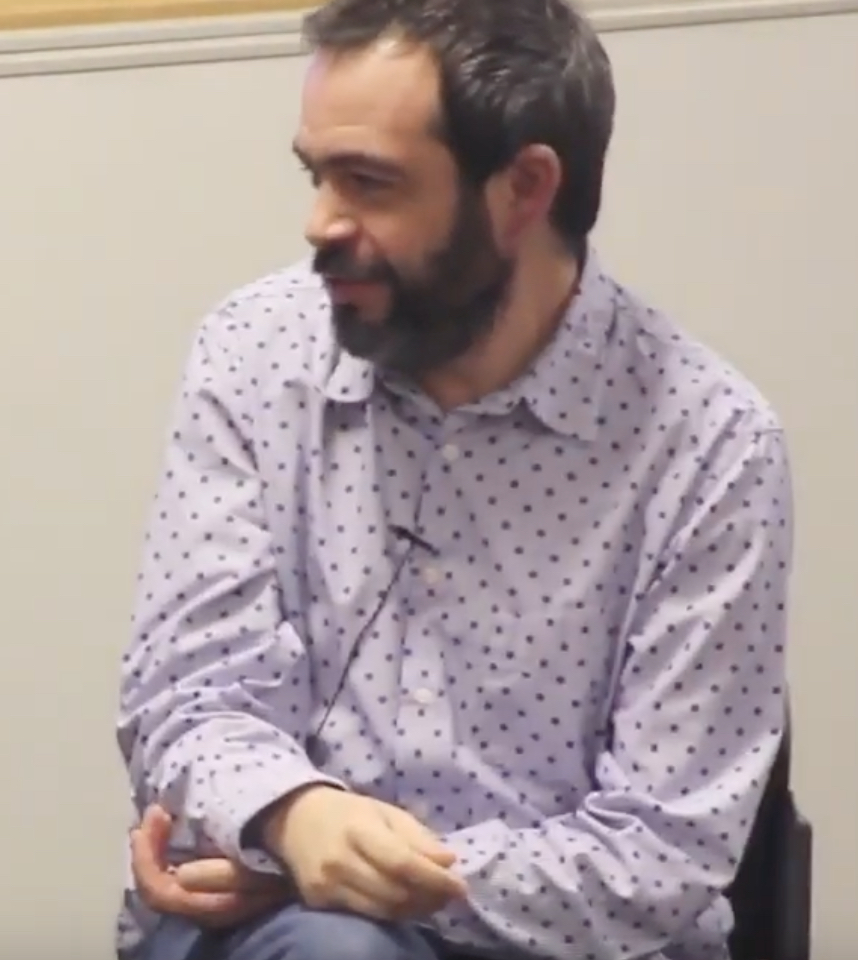

알렉시스 페트리디스(영어: Alexis Petridis, 1971년 9월 13일)은 영국의 저널리스트로, 영국의 신문사 가디언과 잡지 GQ에서 일을 하고 있다. 이외에도 음악 평론을 쓰며, 가디언에서 매주 칼럼을 기고한다.
페트리디스는 잉글랜드 북쪽의 선덜랜드에서 태어났으며, 이후에 버킹엄셔주로 이사를 갔다. 아머샴의 닥터 챌로너 그래머 스쿨을 졸업한 다음에는 케임브리지 대학교의 교내 신문 바시티(Varsity)에서 글 쓰기를 시작하였다. 현재는 사라진 음악 잡지 셀렉트의 편집자였으며, 엘튼 존이 2019년에 발간한 자서전 Me의 대필 작가이기도 하다.
페트리디스는 레코드 오브 더 데이 상에서 올해의 음악 리뷰 작가 상을 2005년부터 2012년까지 매년 수상하였으며, 2006년에는 음악가 및 음악: 올해의 작가 부문과 2012년에는 최우수 음악 작가상(학생 투표)을 수상하였다.